# Anas platyrhynchos
Il germano reale (Anas platyrhynchos Linnaeus, 1758) è un uccello della famiglia degli Anatidae noto in Italia anche come capoverde.
Viene considerato il capostipite della maggior parte delle razze domestiche dell'anatra, ad eccezione di quelle derivate dall'anatra muta o muschiata e gli incroci zootecnici avvenuti con quest'ultima.

## Descrizione
Questa specie è caratterizzata da uno spiccato dimorfismo sessuale: maschi e femmine sono molto simili nella forma, ma differiscono nel colore del piumaggio per buona parte dell'anno.

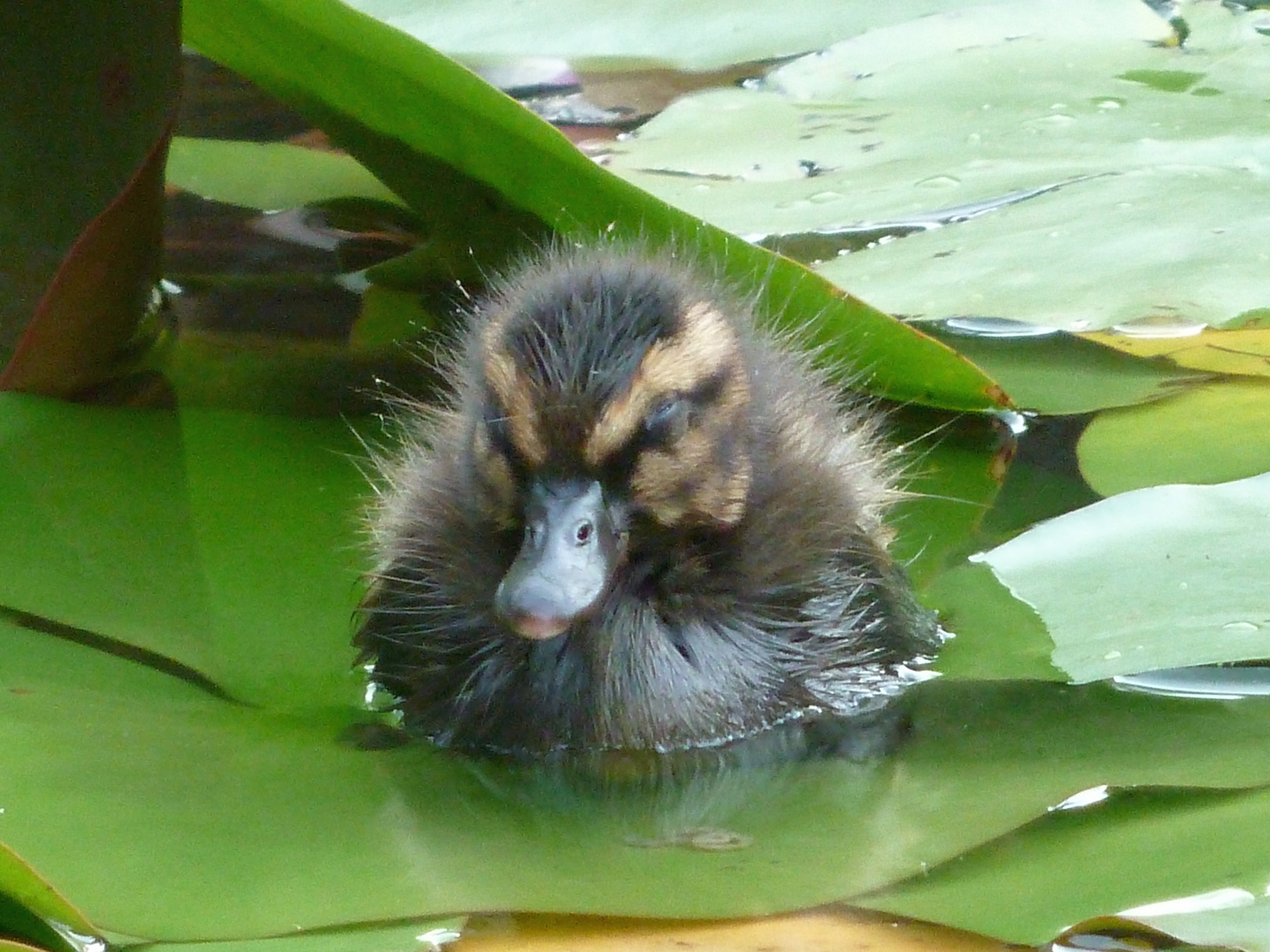
Anatroccolo

Il maschio compie nel corso di un anno solare ben due mute delle proprie piume. Durante il periodo nuziale la sua livrea è facilmente riconoscibile: il capo e la parte superiore del collo sono di color verde iridescente, uno stretto collare bianco a metà del collo separa la verde testa dal petto e dalla parte superiore del dorso che sono di un colore bruno-porporino, i fianchi e il ventre sono argentati, le spalle sono bianco-grigie, l'alto dell'ala è grigio, la parte inferiore del dorso grigio-nera come il groppone e le parti inferiori finemente marezzate di nericcio sul fondo bianco-grigiastro, le copritrici superiori sono di color verde-nero e si arricciano verso l'alto, le inferiori nero-velluto e le penne remiganti grigio-cupo alla base terminano con uno specchio alare blu-violaceo orlato di bianco.
Al termine della stagione riproduttiva, in estate, avviene la seconda muta del maschio. Le vecchie penne remiganti e timoniere indispensabili per il volo cadono per essere sostituite da nuove penne; anche l'appariscente abito nuziale viene cambiato con un nuovo piumaggio eclissato di colore bruno macchiettato marrone scuro (abbastanza simile a quello della femmina), che gli permette di mimetizzarsi meglio durante questo breve periodo in cui è impossibilitato a volare e vive perciò al riparo tra i canneti e le erbe alte lungo le rive dei corsi d'acqua potendo solamente camminare e nuotare. L'occhio è bruno chiaro, il becco giallo-verde e le zampe arancio vivo.
La femmina ha colori mimetizzanti: macchiata di bruno e marrone scuro, becco bruniccio, sopracciglio marrone scuro, gola beige; i fianchi hanno una colorazione più chiara, beige chiazzato marrone; le penne timoniere sono beige rigate marrone, lo specchio è blu-violaceo bordato di bianco, le zampe sono di colore arancione spento, meno vivo rispetto a quelle del maschio.
Gli anatroccoli, che nascono privi di penne e piume, sono ricoperti di un soffice piumino bicolore, petto e ventre gialli, dorso e fianchi marroni con alcune macchie gialle, testa gialla con sopracciglio e chioma marroni. Verso il termine del primo mese di età, il giallo comincia a scurirsi per diventare grigiastro; stesso discorso vale anche per gli arti inferiori, che da nere mutano in un colore più chiaro. Dopo due mesi l'anatroccolo è da considerarsi un giovane adulto, mentre verso il terzo o quarto mese, con lo sviluppo dello specchio alare, l'individuo è ormai in grado di volare. Verso il decimo mese infine il germano reale raggiunge la sua definitiva maturazione ravvisabile nel cambiamento di colore, riscontrabile in particolar modo nel maschio.
Con alcune altre specie ha per caratteri esteriori il corpo robusto, il collo corto, il becco largo e piatto (da cui il nome latino platyrhynchos, crasi delle parole greche platys. ovvero largo e rhunkhos, becco), poco convesso e con la punta assai arrotondata; possiede inoltre zampe di media lunghezza che si innestano alla metà del tronco, ali abbastanza lunghe e coda tondeggiante. Le zampe palmate permettono al germano reale non solo di muoversi con eleganza e agilità in acqua, ma anche di immergersi facilmente tenendo a galla la parte posteriore del corpo grazie all'aiuto della coda.
La forma "a chiodo" della punta del becco viene utilizzato per staccare le piante dal suolo e cacciare delle piccole prede. Il germano reale può anche cibarsi di minuscoli animali filtrando l'acqua e il fango attraverso l'utilizzo di lamelle trasversali a forma di pettine presenti all'interno del becco. La sua dieta è molto varia e può dipendere da diversi fattori quali l'età, il periodo della cova, la diversa disponibilità di cibo, ecc. I germani reali si cibano in particolar modo di gasteropodi, insetti (in particolare mosche e libellule), ma anche crostacei e vermi sensu lato. Durante la migrazione autunnale e l'inverno, questi uccelli basano la loro dieta sulle piante come il giavone, che crescono vicino all'acqua.
Vi possono essere inoltre esemplari maschi o femmine il cui piumaggio è leggermente o totalmente diverso dalla livrea sinora descritta, in pratica tendenzialmente scurito o bianco. Ciò è dovuto alla presenza di un particolare gene che regola la colorazione: 
- piumaggio brunito, all'apparenza come affumicato, macchiettato marrone scuro: sono privi del caratteristico sopracciglio attorno agli occhi, lo specchio è di colore blu spento-affumicato, da anatroccoli il loro piumino è completamente marrone scuro-nero;
- piumaggio completamente bianco con riflessi giallo tenui uniforme su tutto il corpo, persino lo specchio alare posto sulle penne remiganti delle ali è bianco, il becco è completamente giallognolo; da anatroccoli il loro piumino è completamente giallo pallido.

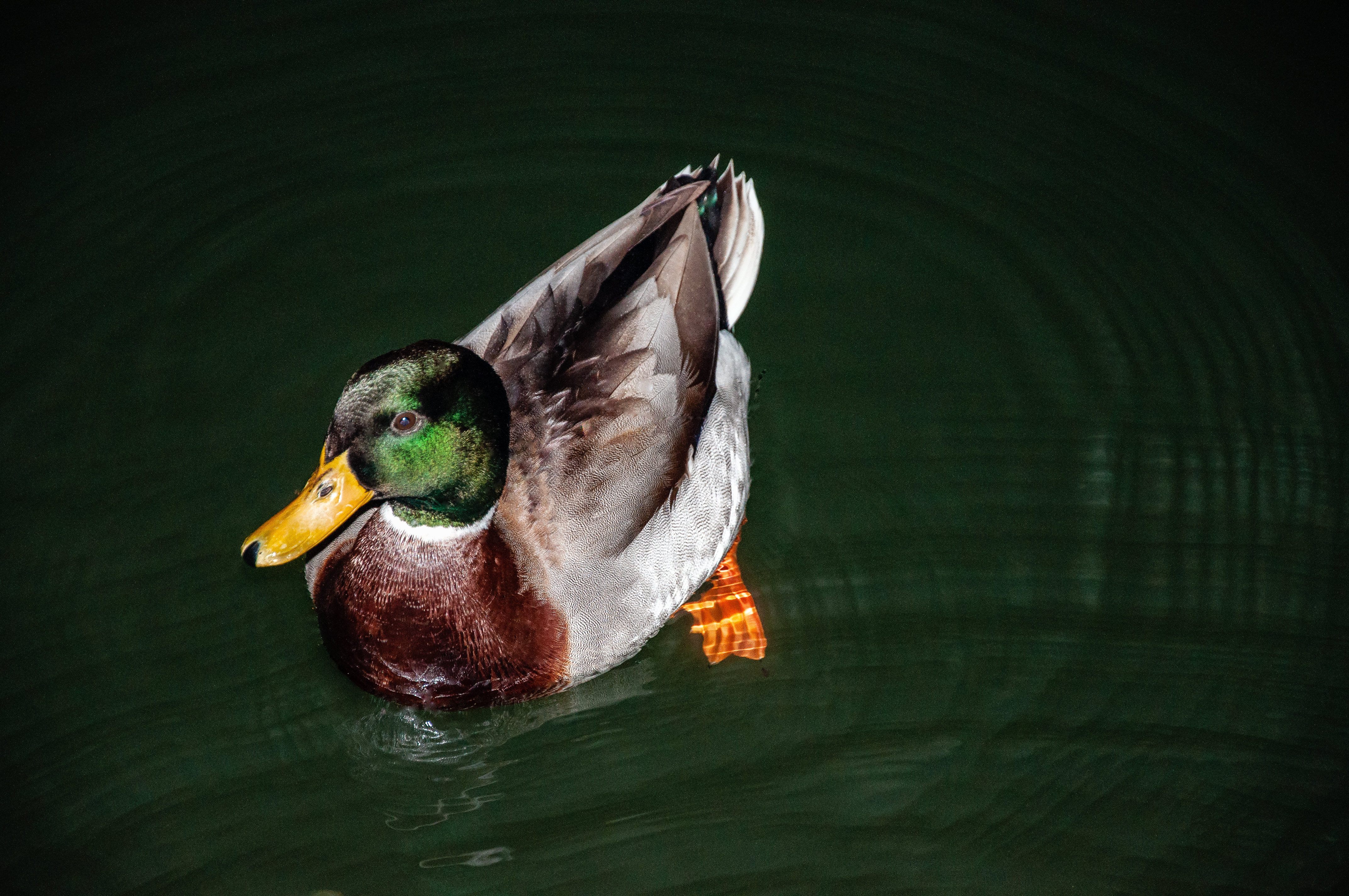
Maschio

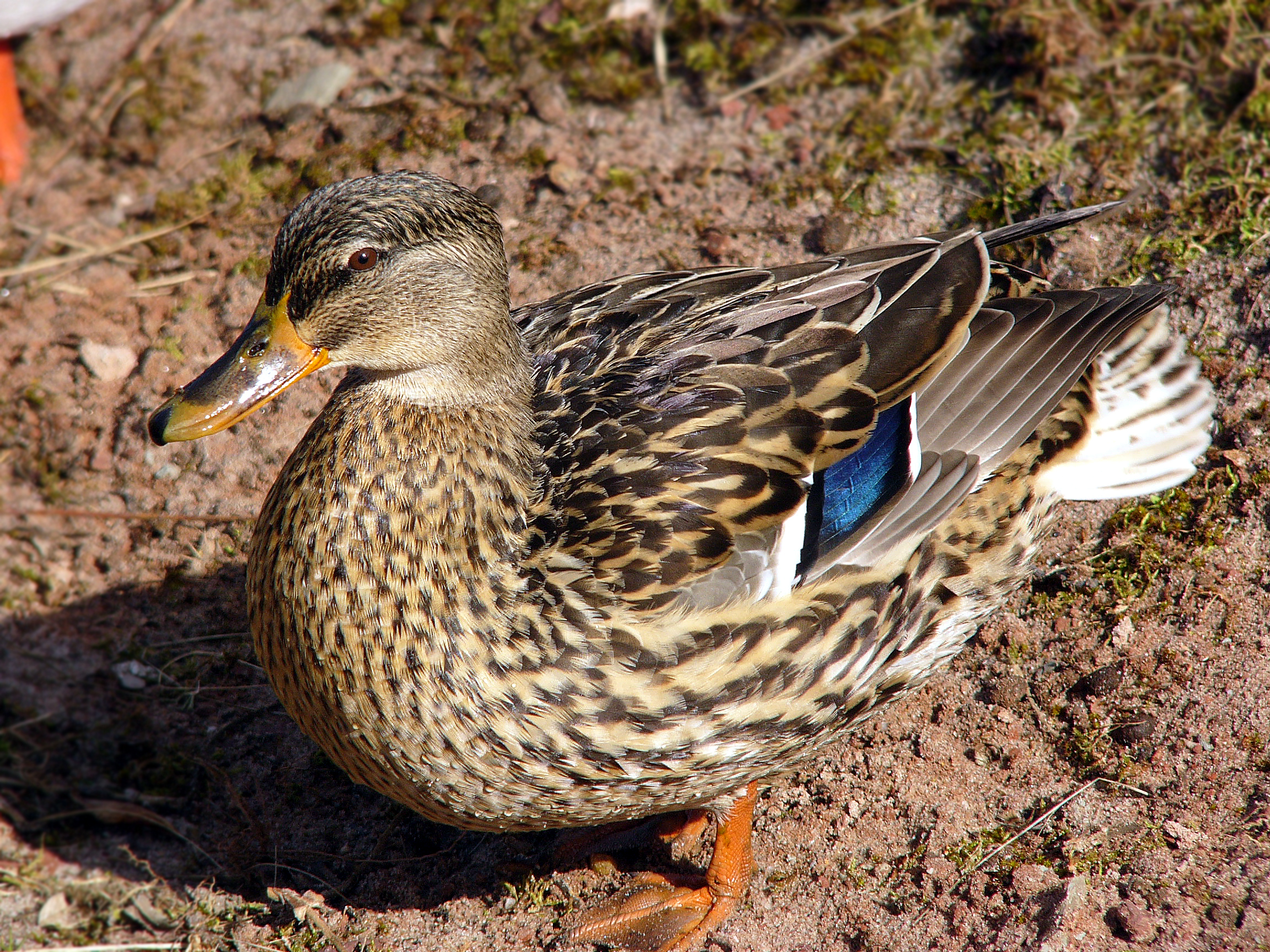
Femmina

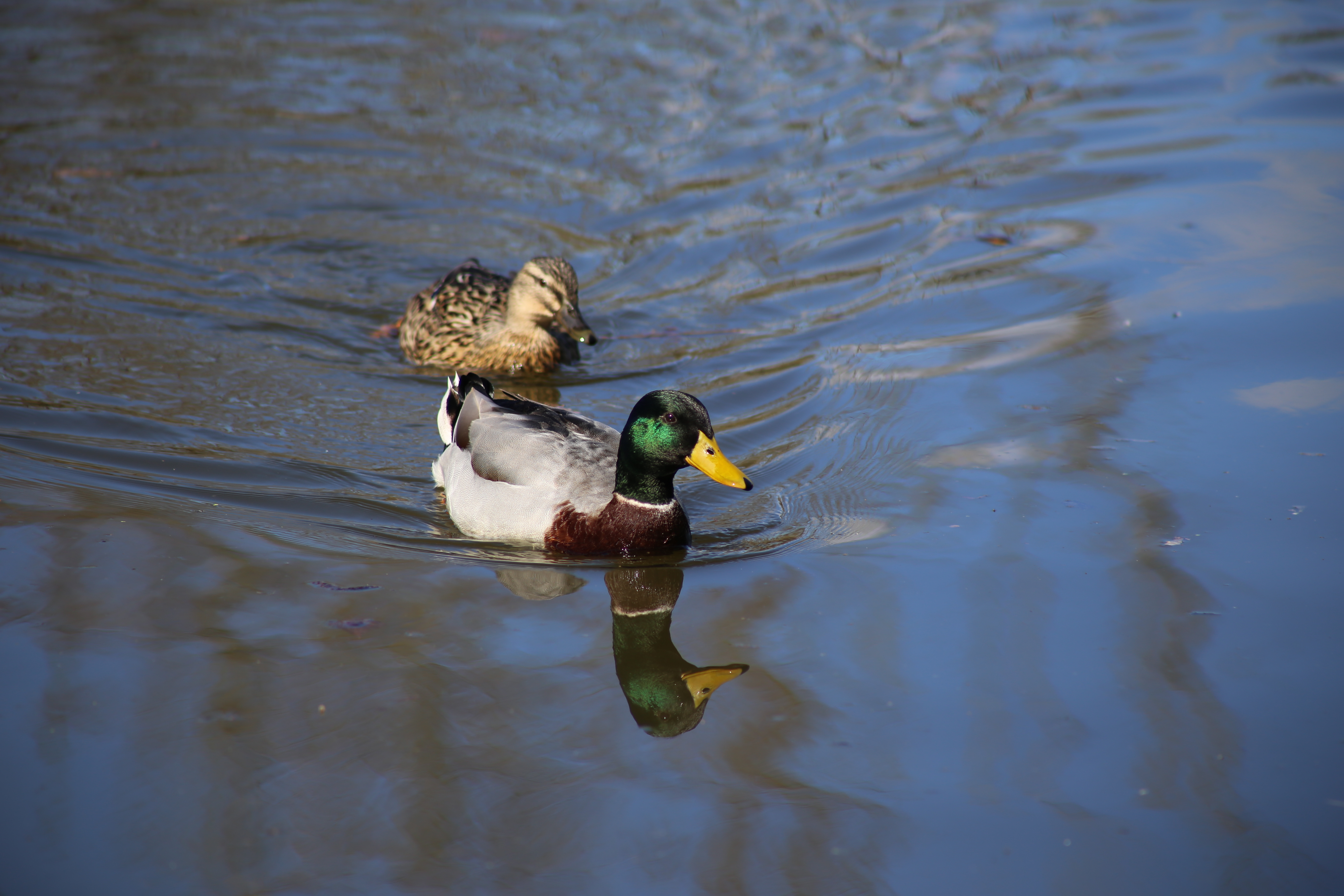
Coppia

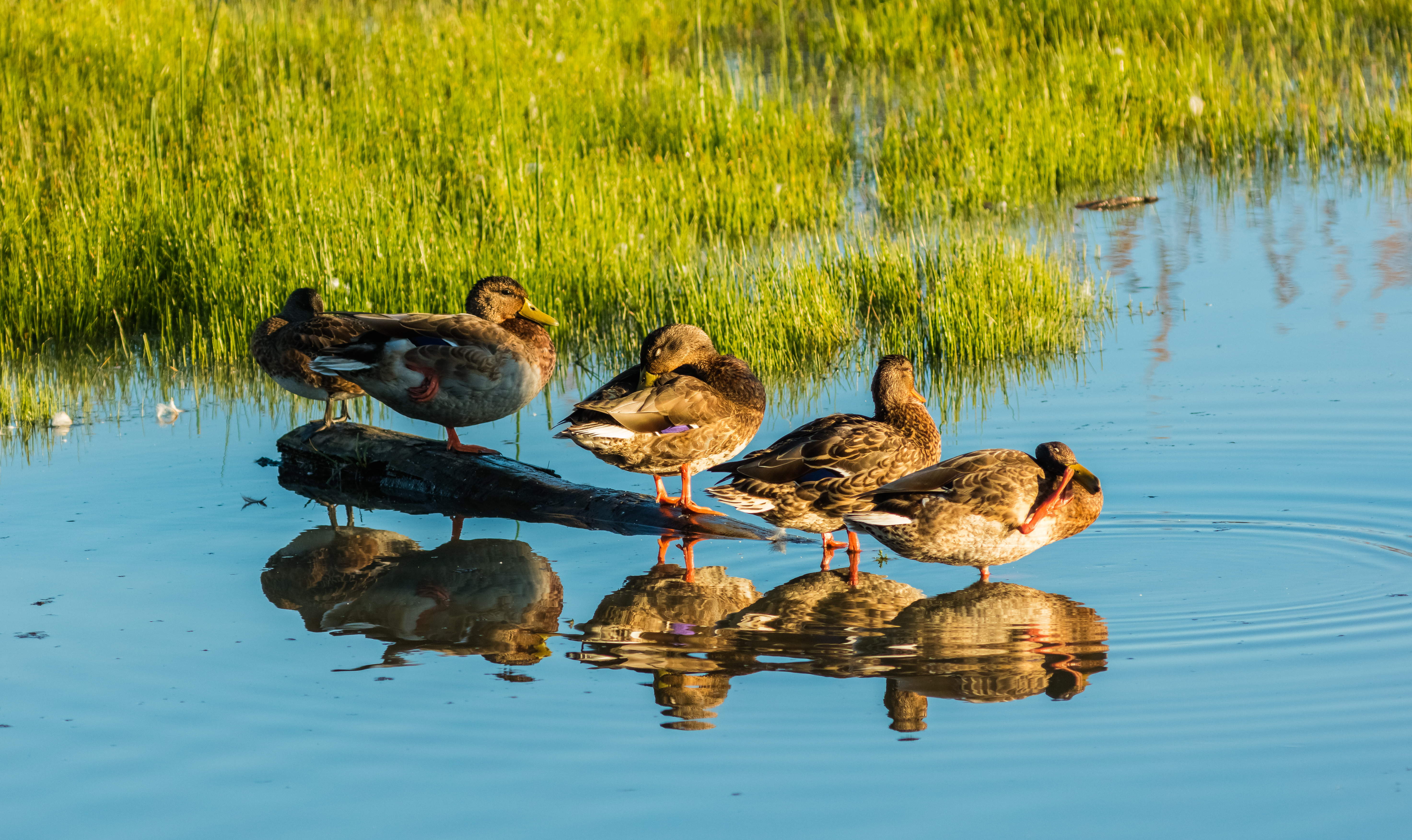
Gruppo

### Dimensioni
- Lunghezza:
  - maschio 56 cm
  - femmina 52 cm
- Apertura alare: 91–98 cm
- Peso: 710-1440 g

## Sottospecie
Sono state individuate 3 sottospecie di germano reale:
- Anas platyrhynchos platyrhynchos - Linnaeus, 1758.
- Anas platyrhynchos conboschas - Christian Ludwig Brehm, 1831.
- Anas platyrhynchos diazi - Robert Ridgway, 1886.

Le razze domestiche vengono tutte incluse nella:
- Anas platyrhynchos domesticus.

## Distribuzione e habitat
Vive nelle zone umide d'acqua dolce quali: paludi, stagni, laghi e fiumi calmi, in tutte le regioni temperate e subtropicali dell'America settentrionale, dell'Europa e dell'Asia; le varietà selvagge sono state introdotte in Nuova Zelanda ed in Australia, dal livello del mare sino a 2000 metri d'altitudine. Vive in acqua e si porta sulla terra ferma soltanto per la nidificazione, la caccia di lucertole ed il riposo. Le popolazioni boreali svernano al sud: gli esemplari dell'Europa settentrionale svernano nella parte centro-meridionale del continente; tuttavia, alcuni esemplari non migrano ed in alcune regioni, come il Nord Italia, sono stanziali. Questo fenomeno sembra in aumento, particolarmente nelle città, dove i germani reali sembrano trovare un'alimentazione sufficiente. Un altro fenomeno da evocare è l'inquinamento genetico (ibridazione con razze domestiche), che renderebbe i germani più pesanti e corpulenti, dunque meno sensibili al freddo, ma anche meno adatti alla migrazione.

## Popolazione
Il germano reale è la più diffusa fra le specie di anatre selvatiche e la più numerosa: si contano 9 milioni di individui stimati solo in Europa occidentale. Per questo è considerata una specie a rischio minimo di estinzione secondo la classificazione IUCN. Le femmine svernano spesso più al sud dei maschi e tornano più tardi nei siti di nidificazione. Inoltre, questo fatto è peggiorato dalla mortalità elevata delle femmine durante l'incubazione. In Italia la popolazione è in costante aumento.
In Canada, dove quest'anatra non era stata mai osservata prima dell'inizio del XX secolo, e di rado osservata negli anni trenta e cinquanta, le stime della popolazione negli anni 2000 suggeriscono una presenza superiore al milione e in aumento.
In alcune nazioni viene considerata come specie invasiva.

## Comportamento
Al di fuori della stagione riproduttiva, i germani reali si riuniscono in stormi di centinaia di esemplari che tendono a partecipare alla stessa attività contemporaneamente. Ad esempio, l'intero stormo può nutrirsi, mettersi in mostra, nuotare o semplicemente riposare insieme. Una volta finito l'inverno, gli stormi si disperdono in gruppi composti da più coppie, ciascuno alla ricerca di un adeguato sito di nidificazione.
Per quanto riguarda le tecniche di corteggiamento, gli esemplari maschi, mentre tengono il petto rialzato e drizzano il collo, nuotano in prossimità delle femmine scuotendo il capo e la coda (Head-Shake e Tail-Shake). I germani reali sono soliti sollevare anche la punta delle ali, la testa e la coda mentre mantengono il collo proteso sopra il pelo dell'acqua (Head-Up-Tail-Up). Gruppi di quattro o cinque maschi si contendono la femmina esibendosi: arcuare il collo, fischiare, ma anche spruzzare l'acqua verso la compagna prescelta, utilizzando il becco, (Down-Up e Grunt Whistle), sono tipici modi di corteggiamento. Una volta che la compagna viene attratta, il maschio le rimane vicino per evitare che si accoppi con altri pretendenti. Le femmine di germano reale tendono invece ad emettere un richiamo che incita i maschi ad attaccare gli altri contendenti o le altre femmine del gruppo; la finalità di tale comportamento è quello di osservare le loro performance e di valutarli come possibili compagni (Inciting). Per suscitare il corteggiamento da parte del maschio, la femmina nuota tenendo il collo rigido e disteso sopra la superficie dell'acqua (Nod Swimming). Una volta che il maschio si è avvicinato alla femmina, quest'ultima, muovendo rapidamente il becco all'indietro e verso il basso, emette dei rapidi starnazzii verso il compagno prescelto. Formatasi la coppia, i germani sono soliti pavoneggiarsi: alzano le ali, mostrando lo specchio alare, e nascondono la testa dietro il petto (Mock-Preening). Appena prima della copula infine, il maschio e la femmina nuotano rivolti uno verso l'altro, mentre alzano e abbassano ripetutamente la testa (Pumping).
I germani reali sono territoriali e diventano molto aggressivi quando un intruso invade il loro territorio.

## Riproduzione

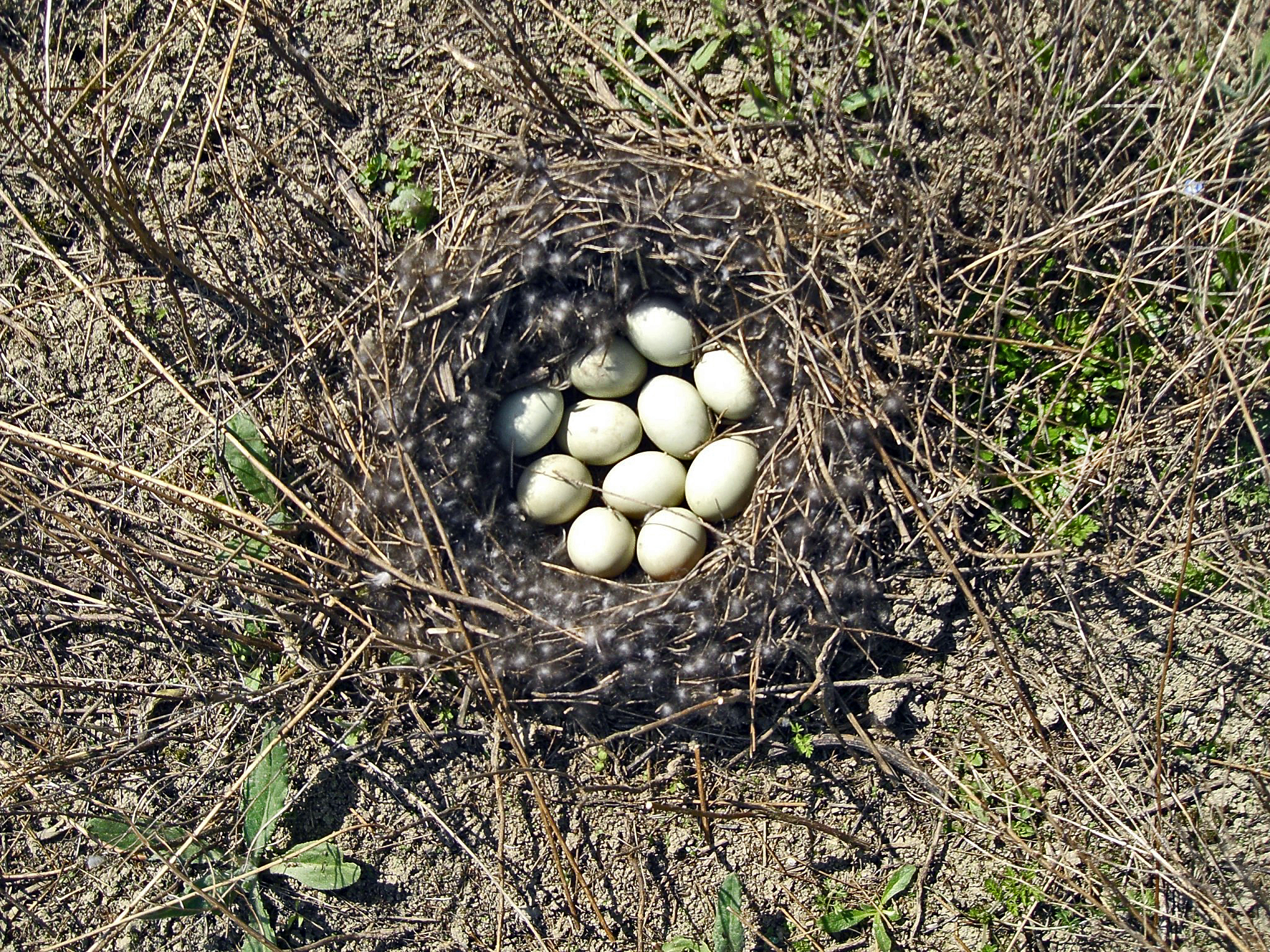
Nido

Il corteggiamento comincia a fine ottobre e continua fino a marzo; la riproduzione vera e propria ha luogo tra febbraio e luglio in funzione della latitudine. Il nido è rudimentale e la scelta del luogo non è complessa, la femmina può utilizzare il suolo nudo o degli alberi cavi; è fatto di ramoscelli e di piumini che la femmina strappa da una zona particolare del suo petto. Il numero di uova può variare da 5 a 15. Solo la femmina cova per circa 26-28 giorni. Le piume della femmina le permettono infatti di passare inosservata in mezzo alla vegetazione; se il maschio l'aiutasse nell'incubazione, il nido sarebbe facilmente individuato dai predatori e distrutto. Il maschio, controllando la zona, si occupa tuttavia di difendere il nido, anche se, quando non è impegnata a covare le uova, non è raro vedere la femmina svolgere tale mansione.
Dopo la nascita, è ancora la femmina sola che si occupa degli anatroccoli. Questi sono in grado di lasciare il nido dopo appena 24 ore dalla schiusa, ma hanno comunque bisogno della protezione della madre che li conduce allo specchio d'acqua più vicino e insegna loro a nuotare e nutrirsi fino a che non siano in grado di volare (7 settimane circa). Non è insolito infatti vedere gli anatroccoli nuotare in fila dietro la madre.

### Uova
- Dimensioni: 5,9 × 4,1 cm. Possono fare fino a 100 uova all'anno.

## Voce
Il maschio come richiamo starnazza in modo calmo; nel corteggiamento emette un suono più ripetuto. La femmina usa spesso un qua qua qua rumoroso; se, mentre sta covando, si assenta e viene raggiunta da maschi, emette il verso caratteristico que èh-èh-èh, il quale sta ad indicare che è indisponibile ad accoppiarsi; per difendere i piccoli da predatori o intrusi, si agita sbattendo le ali e si scaglia addosso all'avversario.